# Balduíno da Bélgica (1869-1891)
Príncipe Balduíno da Bélgica (3 de junho de 1869 - 23 de janeiro de 1891) foi o primeiro filho e filho mais velho do príncipe Philippe, conde de Flandres, e sua esposa, a princesa Marie de Hohenzollern-Sigmaringen.
Balduíno era sobrinho de Leopoldo II da Bélgica. O filho mais velho (e único) de Leopoldo II, Leopoldo, Duque de Brabante, morreu seis meses antes do nascimento de Balduíno. Esta morte deixou o rei com apenas uma pessoa na linha de sucessão, o irmão mais novo de Leopoldo II, o príncipe Philippe, conde de Flandres.
O nascimento de Balduíno em junho de 1869 foi comemorado em todo o país. Ele era o segundo na linha de sucessão ao trono no momento de seu nascimento, depois de seu pai. O rei Leopoldo II teria mais um filho, outra filha, Clémentine. O príncipe Balduíno foi assim preparado para suceder seu tio como rei.

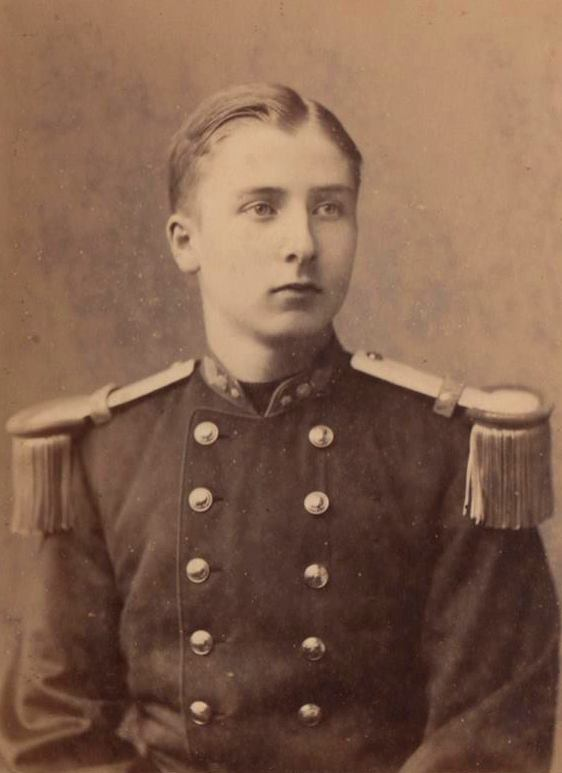
Príncipe Balduíno da Bélgica (1869-1891)

Após a morte do príncipe Balduíno, seu irmão mais novo Alberto acabou se tornando herdeiro presuntivo após a morte de seu pai, e mais tarde sucedeu seu tio Leopoldo II como Alberto I da Bélgica.

## Morte
Balduíno morreu no Palácio do Conde de Flandres em 23 de janeiro de 1891, um dia após o aniversário da morte de seu primo Leopoldo. Balduíno estava visitando sua irmã doente, Henriette. O príncipe, que vinha sofrendo de uma gripe, insistiu em ficar com a irmã. Boatos circularam após sua morte de que um jogo sujo estava envolvido, incluindo uma sugestão de que a morte de Balduíno era uma cópia do suicídio do príncipe herdeiro Rudolf da Áustria, Rudolf era o marido da prima de Balduíno, Stéphanie. Balduíno estava, no momento de sua morte, prestes a ser prometido a sua prima, Clémentine.
Após a morte do príncipe Baudouin, o Parlamento belga foi adiado e teatros e instituições públicas foram fechados até depois do funeral. O corpo de Balduíno foi enterrado no dia 29 de janeiro de 1891 no cofre real da Igreja de Nossa Senhora de Laeken, em Bruxelas.
Após a morte de Baudouin, seu irmão mais novo, Alberto, tornou-se herdeiro presuntivo após a morte de seu pai, e mais tarde sucedeu seu tio Leopoldo como Albert I da Bélgica.